# Schlacht von Gravia
1821

Walachischer Aufstand – Kalamata – Navarino – Patras – Salona – Livadeia – Lalas – Samothraki – Monemvasia – Alamana – Valtetsi – Doliana – 1. Akropolis – Gravia – Drăgășani – Grana – Vasilika (Thessaloniki) – Sculeni – Vasilika (Fthiotida) – Tripoli
1822–1824

Akrokorinth – Chalandritsa – Chios – Naoussa – Chios – Peta – Kompoti – Dervenakia – Agionori – Nauplia – 1. Missolonghi – Karpenisi – 2. Missolonghi – Kasos – Psara – Samos – Gerontas
Griechische Bürgerkriege 1823–1825
Ägyptische Intervention

Kremmydi – Andros – Sphacteria – Maniaki – Myloi – Alexandria – Kakosalesi – Kleisova – 3. Missolonghi – Kastraki – Mani – Varnakova – 2. Akropolis – Arachova – Kamatero – Phaleron
Intervention der Großmächte

Volos – Itea – Mega Spilaio – Navarino – Morea-Expedition – Chios-Expedition – Mortino – Koronisia – Petra
Seeschlachten sind in kursiv

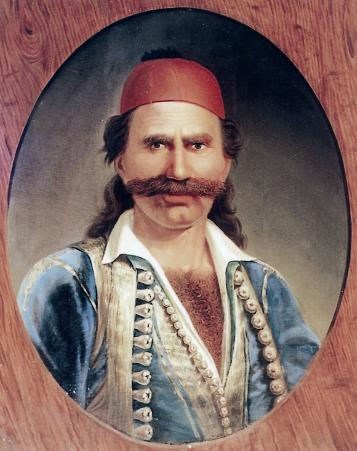
Odysseas Androutsos, Porträt von Dionysios Tsokos

Die Schlacht von Gravia, auch Gefecht um die Karawanserei von Gravia genannt, war Teil der Griechischen Revolution und fand am 8. Mai 1821 zwischen griechischen Rebellen und dem Osmanischen Reich statt. Der griechische Anführer Odysseas Androutsos fügte hierbei mit einer Gruppe von etwa 120 Männern der Osmanischen Armee unter der Führung des Tosken Omer Vrioni, welche aus rund 9000 Soldaten samt Artillerie bestand, große Verluste zu.

## Hintergrund
Nach der siegreichen Schlacht von Alamana gegen griechische Revolutionäre und der anschließenden Hinrichtung des Freiheitskämpfers Athanasios Diakos im Mai 1821 beschloss der osmanische Anführer Omer Vrioni, sich von seinem Stützpunkt in der Stadt Lamia aus mit einer Armee von 9000 Mann und Artillerie in die südliche Peloponnes zu begeben, um die dortige griechische Rebellion ebenfalls niederzuschlagen. Als Reaktion darauf verbarrikadierte sich der Unabhängigkeitskämpfer Odysseas Androutsos mit ungefähr 120 Gefolgsleuten in einem alten ummauerten Gasthof im Dorf Gravia, der nahe der von den Osmanen begangenen Straße lag.
Zwei andere Anführer namens Panourgias und Duovounitis, die ebenfalls mit Androutsos gekommen waren, gingen auf der anderen Seite der Straße in einer erhöhten Position in Stellung. Sie taten dies mutmaßlich in der Erwartung, dass das Vorhaben von Odysseas Androutsos in einem ähnlichen griechischen Desaster wie die Schlacht von Alamana enden würde; so hätte der erhöhte Standpunkt einen leichteren Rückzug ermöglicht. Als der Osmane Vrioni im Ort ankam, verteilte er seine Truppen auf den umliegenden Hügeln, um die Karawanserei zu umzingeln. Auch schickte er einen Derwisch, um mit Androutsos zu verhandeln, doch dieser wurde an der Tür erschossen. Daraufhin befahl Omer Vrioni den Angriff auf das Haus.

## Schlachtverlauf
Nach dem Angriffsbefehl versuchte eine Einheit albanischer Soldaten, den Gasthof zu stürmen, wurde jedoch nach dem Betreten des Gebäudes unter schweren Beschuss genommen. Durch das fortgesetzte Feuer der versteckten Griechen erlitten die Albaner große Verluste und wurden zum Rückzug gezwungen. Die weiteren Versuche der Osmanen, den Hof einzunehmen, endeten auf die gleiche Weise.
Als es Nacht wurde, befahl Vrioni als Reaktion auf die Verluste, die Kanonen in Stellung zu bringen. Allerdings schien Androutsos dies vorausgesehen zu haben. Während einer der Aufstellung der Artillerie geschuldeten Kampfpause trat er mit seinen Kämpfern den Rückzug an und entkam unentdeckt durch die osmanischen Linien. Die Griechen ließen dabei nur etwa sechs tote Landsleute zurück.

## Folgen
Die Verluste von Vrionis Truppen waren schwer: innerhalb eines Tages wurden etwa 800 Soldaten verwundet und an die 300 getötet. Der osmanische Anführer trat den Rückzug zur Insel Euböa vor der Küste Attikas an, wo er seine Armee später mit der von Kioshe Mehmet vereinigte.
Der Schlacht von Gravia wird insbesondere in Griechenland große Bedeutung innerhalb der Griechischen Revolution beigemessen. So verschaffte der Rückzug Vrionis den Widerstandskämpfern in der Peloponnes mehr Zeit, ihre Kräfte zu sammeln und anschließend die osmanische Hauptstadt der Peloponnes, Tripoli, einzunehmen.
Heute befindet sich an der Stelle der Karawanserei von Gravia eine Nachbildung des damaligen Gebäudes, in dem sich ein Museum befindet. Gegenüber dem Museum liegen das Grab von Odysseas Androutsos sowie ein Denkmal mit den Namen von 117 Armatolen, die mit ihm zusammen in dem Gasthaus kämpften.